# Jean-Pierre Schmitz

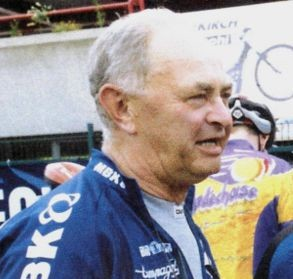
Jean-Pierre Schmitz in 2006

Jean-Pierre (Jempy) Schmitz (Huldange, 15 februari 1932 - 14 november 2017) was een Luxemburgs wielrenner die prof was van 1954 tot 1961. In 1955 behaalde hij zilver op het WK wielrennen na Stan Ockers.

## Belangrijkste overwinningen
1954
- 3e etappe Dauphiné Libéré
- 1e etappe Ronde van Luxemburg
- Eindklassement Ronde van Luxemburg

1955
- Luxemburgs kampioenschap veldrijden, Elite

1956
- 12e etappe Ronde van Frankrijk

1957
- Midi Libre

1958
- Luxemburgs kampioenschap wegwedstrijd, Elite
- 2e etappe Ronde van Luxemburg
- Eindklassement Ronde van Luxemburg

1960
- Luxemburgs kampioenschap veldrijden, Elite

## Resultaten in voornaamste wedstrijden
| Jaar | Ronde van Italië | Ronde van Frankrijk | Ronde van Spanje |
| ---- | ---------------- | ------------------- | ---------------- |
| 1956 |                  | 36e (1)             |                  |
| 1957 |                  | opgave              |                  |
| 1958 |                  | 37e                 |                  |
| 1959 |                  | opgave              |                  |
| 1960 |                  | opgave              | opgave           |

| Jaar | Waalse Pijl |  | WK op de weg |
| ---- | ----------- |  | ------------ |
| 1956 | 16e         |  |              |
| 1957 | 15e         |  | 25e          |
| 1958 |             |  |              |
| 1959 |             |  |              |
| 1960 |             |  |              |

## Ploegen
- 1954: Terrot-Hutchinson
- 1955: Terrot-Hutchinson
- 1956: Follis-Dunlop
- 1957: Saint-Raphael-R. Geminiani
- 1958: Saint-Raphael-R. Geminiani
- 1959: Emi-Guerra
- 1959: Saint-Raphael-R. Geminiani
- 1960: Emi
- 1961: KAS-Royal-Asport